# Hermann von Hermannsdorf

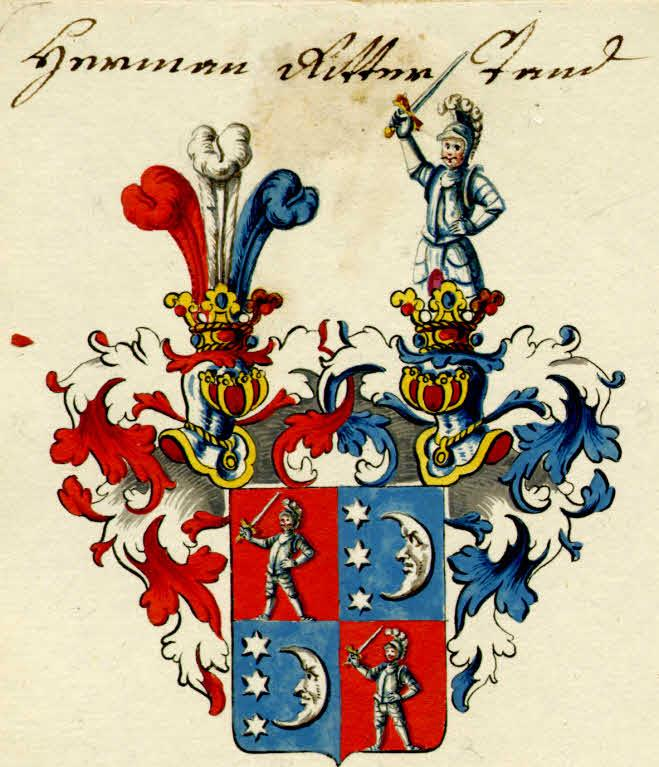
Wappen der Hermann von Hermannsdorf (1786) im Österreichischen Staatsarchiv

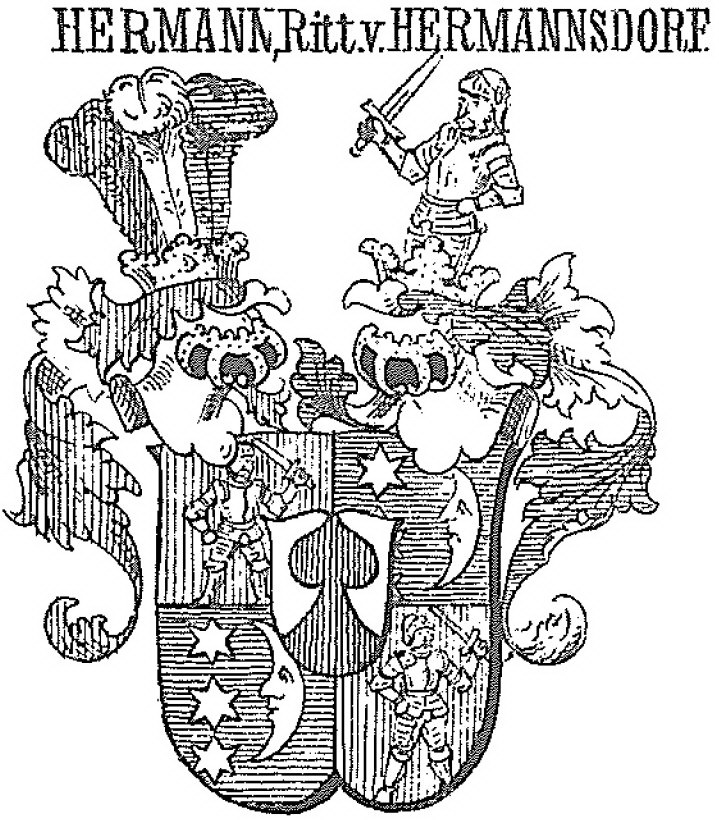
Wappen der Hermann von Hermannsdorf in Siebmachers Wappenbuch

Hermann von Hermannsdorf (auch Ritter Herrmann von Herrmannsdorf oder Hermansdorff) ist der Name eines österreichisch-böhmischen Briefadelsgeschlechts.
Die Familie ist zu unterscheiden von den gleichnamigen schlesisch-böhmischen Hermann von Hermannsdorff. Eine Stammesverwandtschaft dieser Familien ist nicht belegt.

## Geschichte

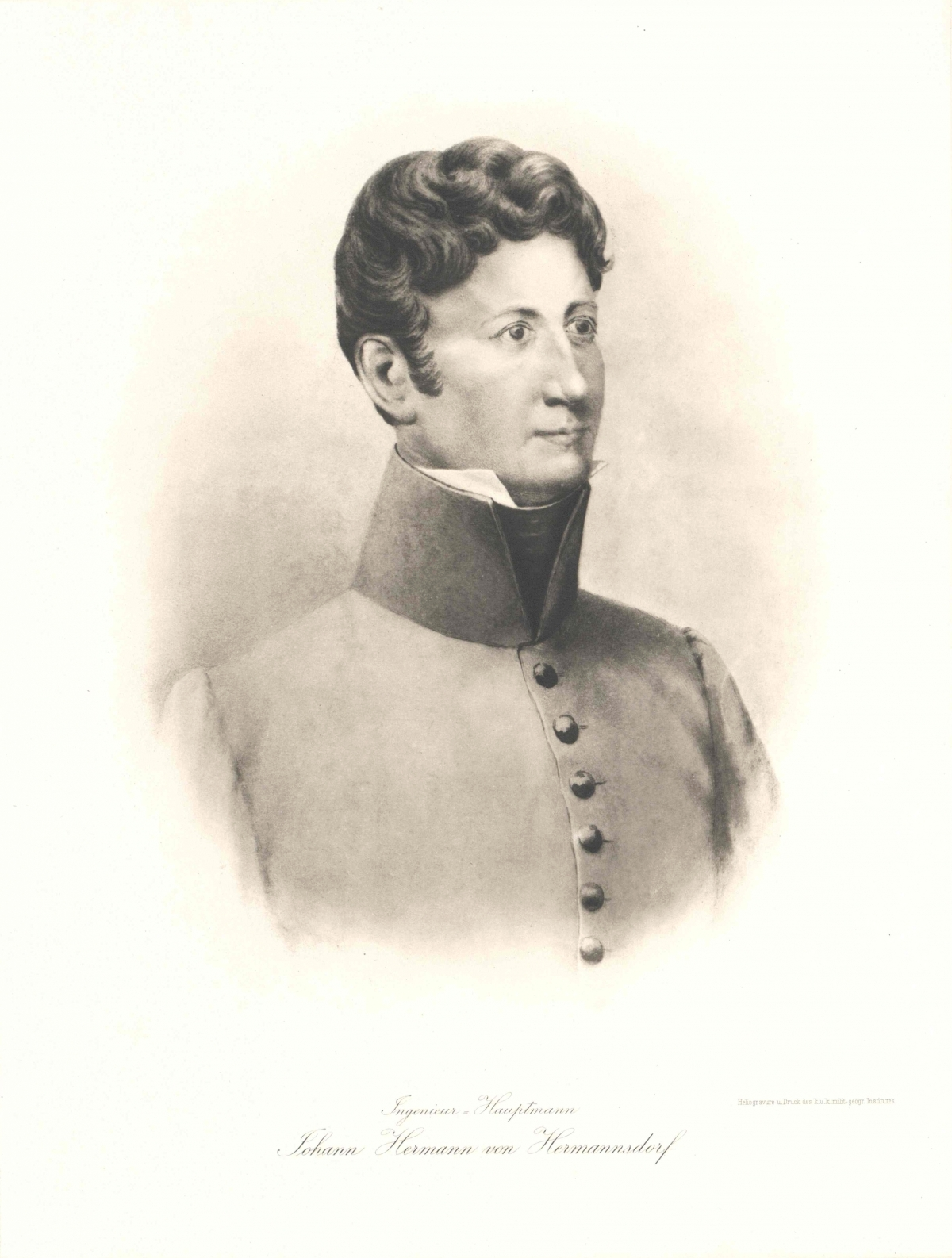
Johann Hermann von Hermannsdorf (1781–1809)

Das Geschlecht war in frühester Zeit in Österreich und Deutschland ansässig. Am 2. März 1612 wurden Kaspar Herman, Primas von Glatz, und sein Vetter Jacob Herman, Ratsverwandter zu Glatz, mit dem Prädikat „von Hermanßdorff“ in den Adelsstand erhoben. Am 10. September 1777 folgte die Erhebung des Johann Franz Hermann (1748–1816), kaiserlich-königlicher Hofkonzipist bei der Vereinigten Hofkanzlei, in den Adelsstand. Ihm wurde das Prädikat „von Hermanstorf“ verliehen. Schließlich wurde derselbe, jetzt böhmischer Gubernialrat, am 8. November 1786 auch in den Ritterstand erhoben und erhielt das Inkolat für Böhmen.
Aus dieser Familie ging auch Johann Hermann von Hermannsdorf (1781–1809), Schwager des Erzherzogs Johann von Österreich, hervor.

## Wappen
Blasonierung des Wappens von 1786: Von Rot und Blau geviert. Felder 1 und 4 ein geharnischter Schwertmann, Felder 2 und 3 drei pfahlweise gestellte silberne Sterne, hinter denselben rechts gewendet ein silberner Mond. Zwei gekrönte Helme: I. mit rot-silbernen Helmdecken drei, rot-silbern-blaue, Straußenfedern; II. mit blau-silbernen Decken der Schwertmann von Feld 1 wachsend.
Später wurde noch ein silbernes durch ein rotes Lindenblatt gespaltenes Herzschild hinzugefügt. Das Lindenblatt wurde von den steyrischen Hermansdorf übernommen.